# Éva Risztov
Éva Risztov (n. 30 august 1985, Hódmezővásárhely, Csongrád-Csanád, Ungaria) este o înotătoare maghiară, medaliată olimpică. A participat la 4 ediții ale Jocurilor Olimpice (2000, 2004, 2012, 2016) în care a câștigat o medalie de aur.